# Kienberg, Bayern
Kienberg är en kommun och ort i Landkreis Traunstein i Regierungsbezirk Oberbayern i förbundslandet Bayern i Tyskland.
Kommunen ingår i kommunalförbundet Obing tillsammans med kommunerna Obing och Pittenhart.